# 紅牛RB8
紅牛RB8（英語：Red Bull RB8）是一輛一級方程式賽車，由紅牛車隊設計，參賽於2012年世界一級方程式錦標賽。這輛車由衛冕世界冠軍車手賽巴斯蒂安·維泰爾和他的隊友馬克·韋伯駕駛，而前紅牛二隊車手塞巴斯蒂安·布米則擔任測試車手。紅牛車隊在2012年2月6日對外發表這款新車，並在位於赫雷斯的第一次季前測試中初次登場。
紅牛RB8在2012年12月2日經《Autosport》獲選為年度最佳賽車。

## 設計
在賽季開始前，有報導指出紅牛車隊並不急於將蓮花車隊研發的「被動運行車身高度控制系統」複製到RB8設計中。車隊主席克里斯蒂安·霍納表示「它應該被視為空力套件的一部份而不只是一個單獨結構」。但不久後國際汽車聯盟科技小組判定該系統違反當前一級方程式賽車科技規則，並宣布禁用。從RB8賽車的外觀設計可看出它與多數其他隊伍新賽車相同，都為了適應2012年的新規則而採用了階梯式的鼻錐設計，以增加與其他車輛發生碰撞時的安全性。RB8特別在階梯式鼻錐隆起處開槽，而亞德里安·紐維宣稱這除了幫助車手散熱外沒有其他用處。
賽巴斯蒂安·維泰爾從在紅牛二隊時就習慣幫他的賽車命名，他將這輛RB8取名為「艾比」（Abbey），名字的由來並非取自他喜愛的樂團的專輯艾比路，也不是銀石賽道上著名的彎角。他說「就只是一個很酷的名字」。
紅牛RB8在2012年英國大獎賽的車身是25,000張粉絲上傳圖片的創新塗裝，以支持Wings For Life基金會。

### 合法性
紅牛RB8的合法性隨著2012年賽季的進行一直是個不間斷的話題。在摩納哥大獎賽前，一些車隊曾質疑RB8位於後輪前方的底板上開一道狹長的開孔的合法性。然而，紅牛反駁了這項論點，並指出這個開孔是在規定範圍內，他們最早在巴林大獎賽便開始使用這項設計，之後也通過了每一項驗車程序。不過，FIA在加拿大大獎賽前通過了新的規則，底板的任何位置都必須遵循「不可透」規則，並要求車隊在加拿大大獎賽前修改這項設計。
紅牛車隊在德國大獎賽又牽涉第二更嚴重的爭議，FIA科技代表喬·鮑爾指出他認為RB8的引擎扭力設定存在違規嫌疑，並將相關報告移交給賽事幹事處理。車隊曾在2011年賽季透過熱吹擴散器來設計他們的引擎，以增加更多下壓力。不過這項作法隨著新規則的頒布在2012年賽季被禁止使用，新規則規定了賽車的排氣管位置，並且要求車隊在製造賽車前需注意油門鬆開程度與引擎扭矩量的線性關係。之後紅牛被指控在中速彎角濫用這個關係，他們增加了油門的加開量以降低引擎的扭力輸出。這將允許更多的空氣通過引擎，並從被轉向以使廢氣通過的排氣管排出。雖說這樣產生的影響比2011年時來的少，但鮑爾仍認為這個做法有可能為產生更多的下壓力，甚至在某種程度可以說是一個基本型式的TCS循跡控制系統。然而當時的賽事幹事批准了紅牛所有的不當行為，他們表示車隊沒有逾越任何規定，並允許車隊參與這場賽事。不過FIA在匈牙利大獎賽前通過了更進一步的規則，再次迫使紅牛車隊更改他們的賽車。
第三個爭議在不到一周內來臨，當時車隊正準備於匈牙利參賽。在FIA命令紅牛更改RB8後的加拿大大獎賽，他們被指控在Parc fermé狀態時，非法地改變他們賽車的駕駛高度。當時的技術規則規定駕駛高度的調整必須透過工具來進行，但FIA曾要求車隊改變賽車的一部份，這將使他們可以用手來調整前車身高度。車隊主席克里斯蒂安·霍納承認車隊曾一直被要求更改違規部分，但否認車隊在排位賽後違法地調整賽車的前車身高度。

## 賽季回顧

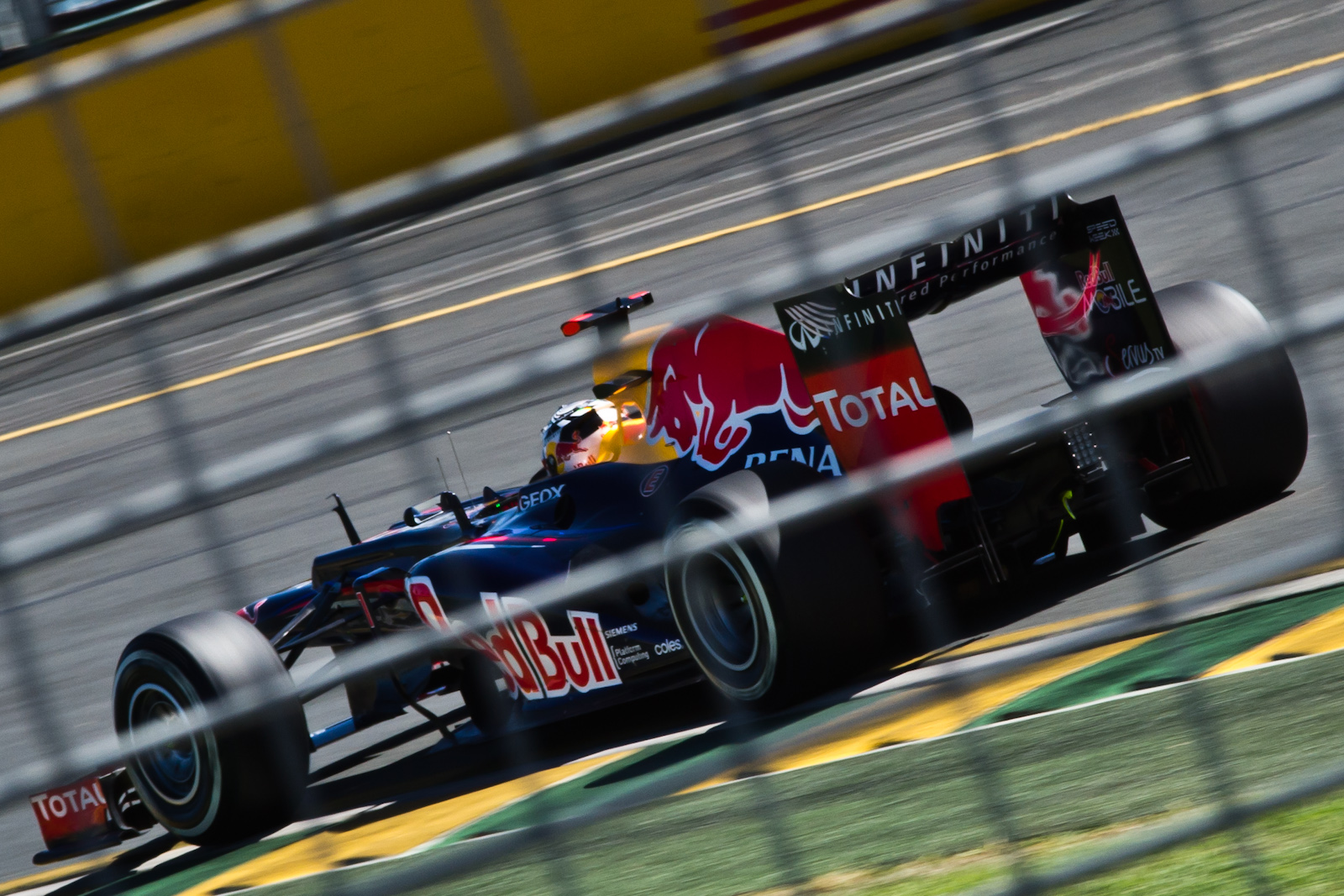
RB8於澳大利亞大獎賽初次登場，並從賽巴斯蒂安·維泰爾手中站上頒獎台

在位於赫雷斯和巴塞隆納的兩場季前測試後，來到了2012年世界一級方程式錦標賽的開幕戰——澳大利亞大獎賽。韋伯和維泰爾在排位賽中分別取得了第5和第6的第三排發車位。他們在正賽相較於其他賽車有著更好的速度，使維泰爾以第2名完賽，而韋伯則取得第4名。到了位於馬來西亞的下一站，RB8賽車在排位賽的表現與在澳大利亞時相近，不過雨天使他們無法複製上一站的結果。維泰爾從第4位起跑，在剩下幾圈時發生碰撞造成爆胎，也讓他跌出了積分區。韋伯則再次取得第4名。RB8在中國大獎賽排位賽表現不佳，韋伯取得第7與維泰爾掉到第11名。然而這兩位車手仍然在比賽中取得一席之地，韋伯在最後一圈超掉了維泰爾取得第4名，而維泰爾則位居第5。

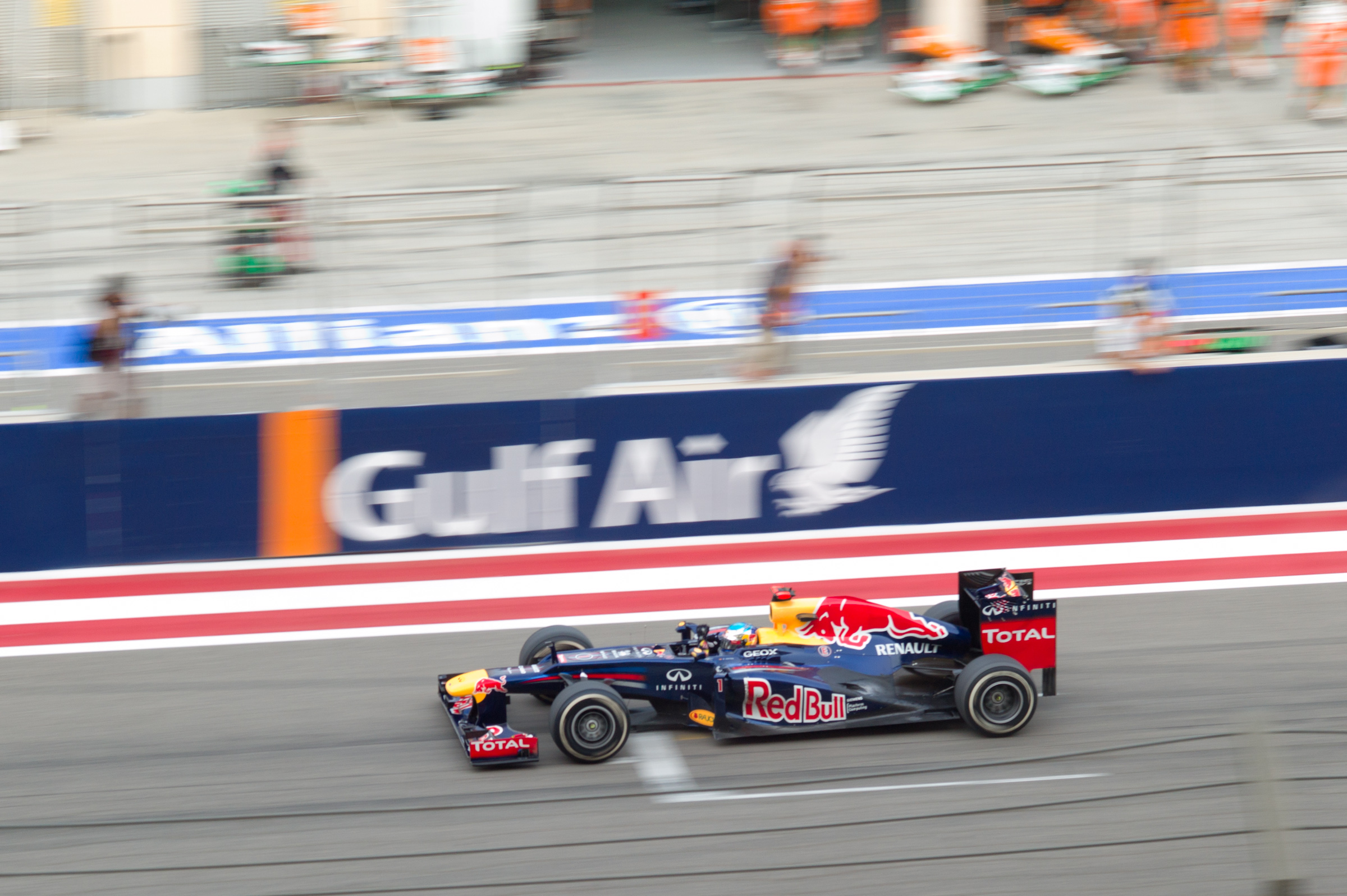
維泰爾在巴林大獎賽取得桿位後，幫助RB8贏得2012年賽季的第一場勝利

RB8在2012年巴林大獎賽中由維泰爾贏得了它的首座桿位與勝利。儘管兩輛蓮花不斷的施加壓力，但除了在進站階段外，他於整場比賽中一路領先到終點。韋伯在排位賽取得第3後，最終於正賽取得他連續4次的第4名。而這場比賽的結果使得維泰爾在車手積分排行榜上暫居首位，紅牛也首次在本季的製造商積分榜上位居首位。
2012年西班牙大獎賽是位於穆杰羅賽道唯一的季中測試後的第一場賽事。RB8並不像上次一般的成功，韋伯以第11位起跑，而維泰爾則以第7位起跑。在兩位車手不得不進站更換他們出問題的前鼻翼後，韋伯最終守住他起跑時的位置，而維泰爾則以第6名結束比賽。兩周後來到摩納哥，車隊表現漸入佳境，韋伯在麥可·舒馬克受罰後取得桿位。維泰爾在完成連續兩階段的排位後，在最後一階段故意不做時間，最終取得第9位。韋伯最後贏得了比賽，幫助車隊連續三次在摩納哥贏得勝利，而維泰爾上升至第4名，且僅落後冠軍1.3秒。儘管韋伯成為在前六場賽事中第六位取得勝利的車手，以及RB8成為唯一一輛贏得兩次以上勝利的賽車，但與車隊爭奪冠軍的競爭對手也漸漸明朗化。麥拉倫MP4-27、法拉利F2012、梅賽德斯W03和蓮花E20加入了與RB8爭奪製造商冠軍的行列；其他像是威廉斯FW34和薩伯C31曾有不錯的結果，但是看起來不太可能挑戰冠軍獎盃。此外，由於這場比賽的結果，維泰爾失去他在車手積分榜上領先的地位。

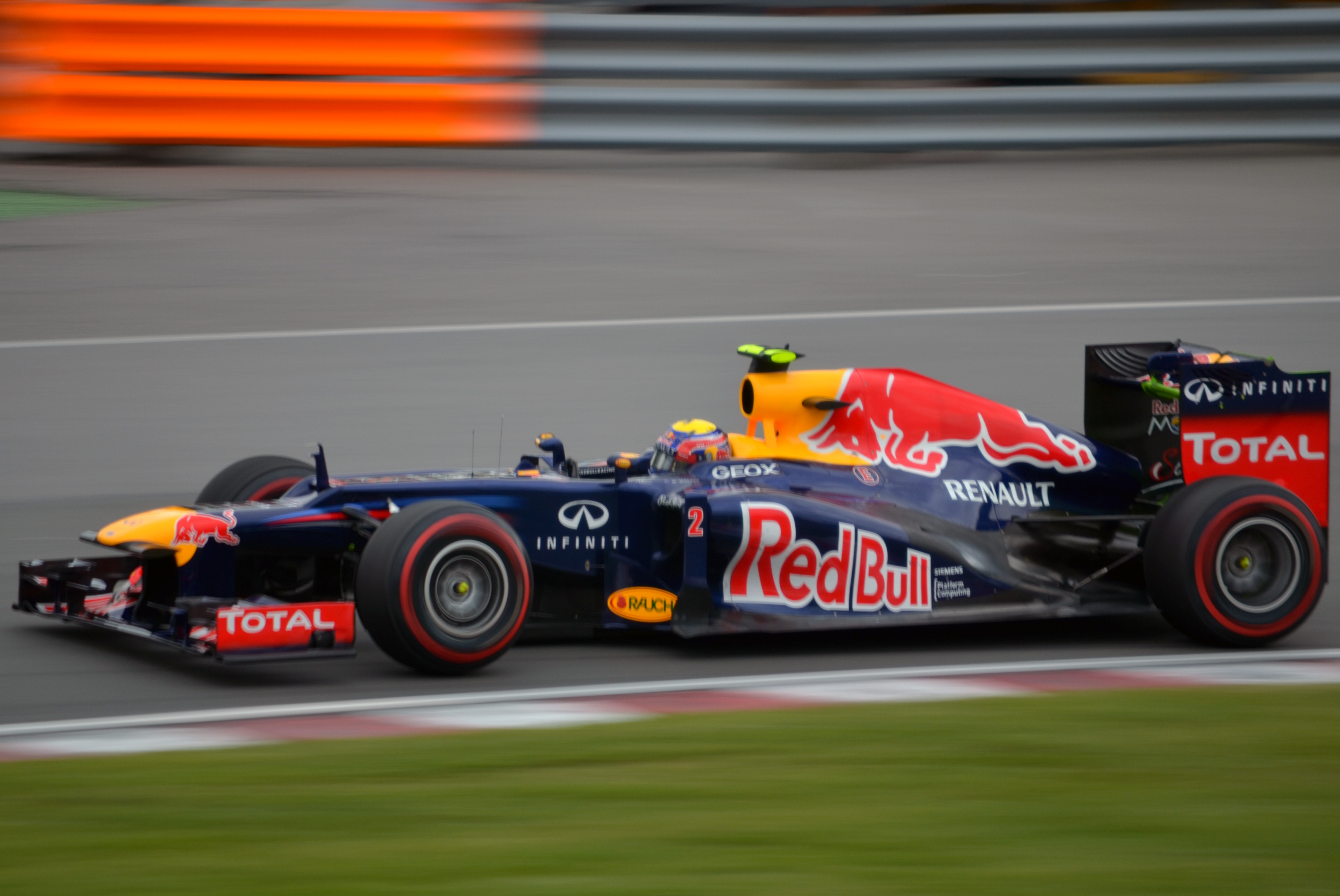
馬克·韋伯在加拿大大獎賽取得第7名

在FIA認為RB8底板上的開孔是違法的後，車隊在加拿大大獎賽稍微地修正了賽車。維泰爾在排位賽中取得桿位，並在正賽中與漢米爾頓和阿隆索激烈廝殺後，因為輪胎衰落而多一次進站，最終取得第4名。韋伯在以第4位起跑後也遇到相同的狀況，最終下滑至第7名。漢米爾頓成為七場比賽中的第七位贏家，在車手積分榜上超越了阿隆索，暫居第一。接著下一站來到了歐洲大獎賽，維泰爾取得他在2012年賽季的第3次桿位，僅比漢米爾頓快0.3秒。韋伯則取得第19位，但他在正賽中急起直追，最終留下了深刻印象的第4名；維泰爾一路領跑至第33圈時因發電機故障而退賽，這在之後也成為雷諾引擎一直出現的問題，特別是在RB8賽車上。

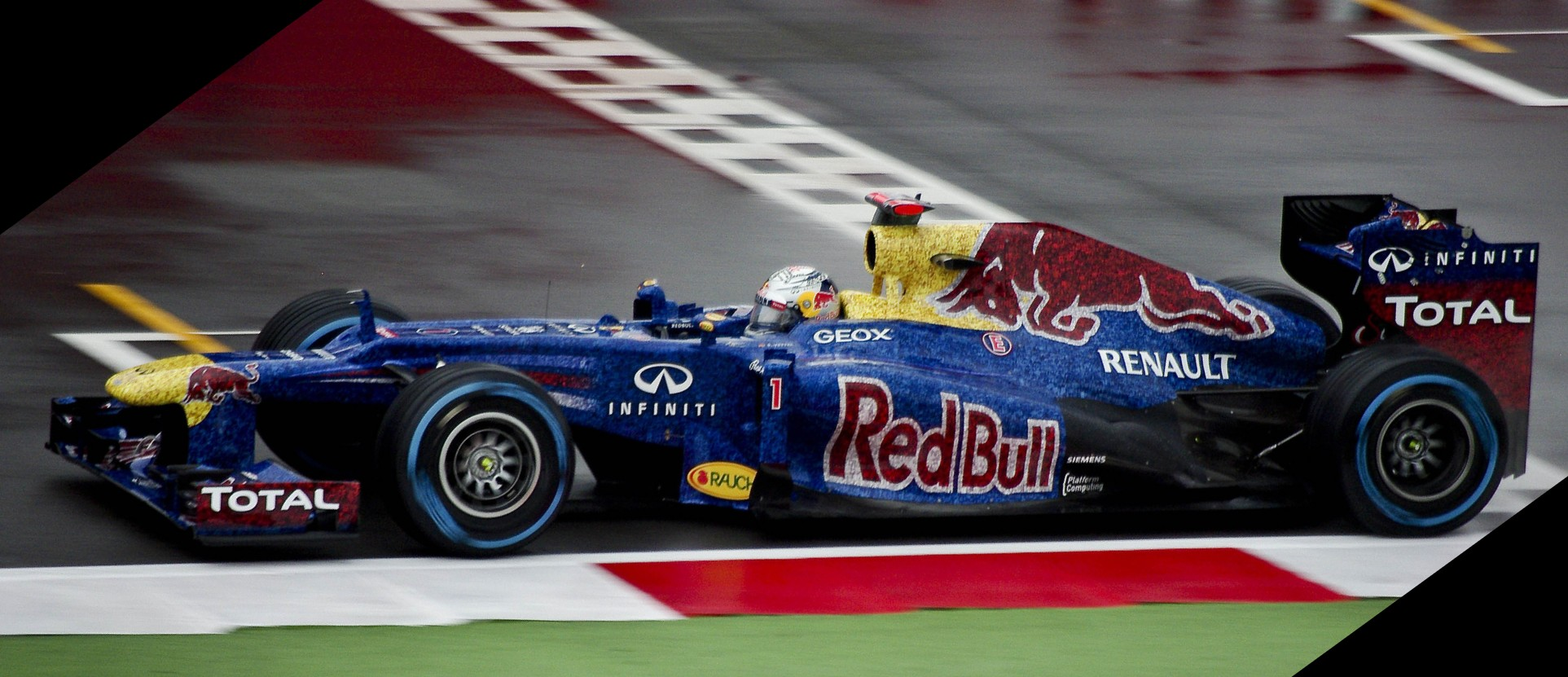
RB8在英國大獎賽中以印有粉絲照片的特殊塗裝上場，以為Wings for Life基金會募款

在英國大獎賽，韋伯和維泰爾於下雨的銀石排位賽中分別取得第2與第4位，而在積分榜上領先的阿隆索則取得他於本賽季中的第一座桿位。韋伯在比賽剩下最後幾圈時超掉了阿隆索取得領先，而維泰爾在起跑失利後直追至第3名，落後韋伯5秒時間。位於霍根海姆賽道的德國大獎賽由從桿位起跑的阿隆索取得勝利。維泰爾和韋伯在排位賽時表現不錯分別取得第2和第3位，但韋伯在正賽中跌落至第8名。維泰爾在比賽中一直位居第3名，但在倒數第2圈時，因為從賽道外非法超越簡森·巴頓取得第2名並站上頒獎台。然而維泰爾在賽後受到處罰使得他跌落至第5名，因為在超車時他的賽車完全處於賽道外。2012年匈牙利大獎賽是本賽季中的第11站也是在暑假前的最後一站。漢米爾頓從桿位起跑贏得勝利，而維泰爾從第3位起跑取得第4名，以及韋伯從第11位起跑取得第8名。這使得韋伯和維泰爾在車手積分榜上以兩分之差位居二、三名，但是卻落後阿隆索40分。漢米爾頓與雷克南以及落後於後的巴頓依然是冠軍獎盃的爭奪者。紅牛在製造商積分榜上處於領先，並與麥拉倫有著53分的差距。蓮花和法拉利依然是冠軍爭奪者，兩者與麥拉倫的差距皆在4分以內；而梅賽德斯季中不佳的表現則使他們只能窮追於後。
一級方程式經過一個月後重返位於斯帕-弗朗科爾尚的比利時大獎賽。維泰爾錯失進入第三階段排位賽的機會，取得2012年賽季第二次的11名，而韋伯稍微好一點取得第8名。維泰爾從第10位發車，因為起跑時的一場大規模碰撞使得他上升至第2名，韋伯則取得第6名。從桿位起跑的巴頓最終贏得比賽，表示出他們改善了麥拉倫的速度。麥拉倫在義大利大獎賽中依然是RB8的主要對手，最終漢米爾頓贏得比賽，幫助麥拉倫MP4-27取得它連續三場的勝利。而在維泰爾和韋伯分別在排位賽中取得第6與第11位後，車隊遭遇了自2010年韓國大獎賽後的第一次雙雙退賽。維泰爾再次遭遇發電機故障，以及韋伯的賽車在阿里斯卡（Ascari）彎出現嚴重側滑，因輪胎出現大面積嚴重磨損帶來的賽車振動問題，迫使他在比賽第52圈不得不駛回維修區提前放棄比賽。

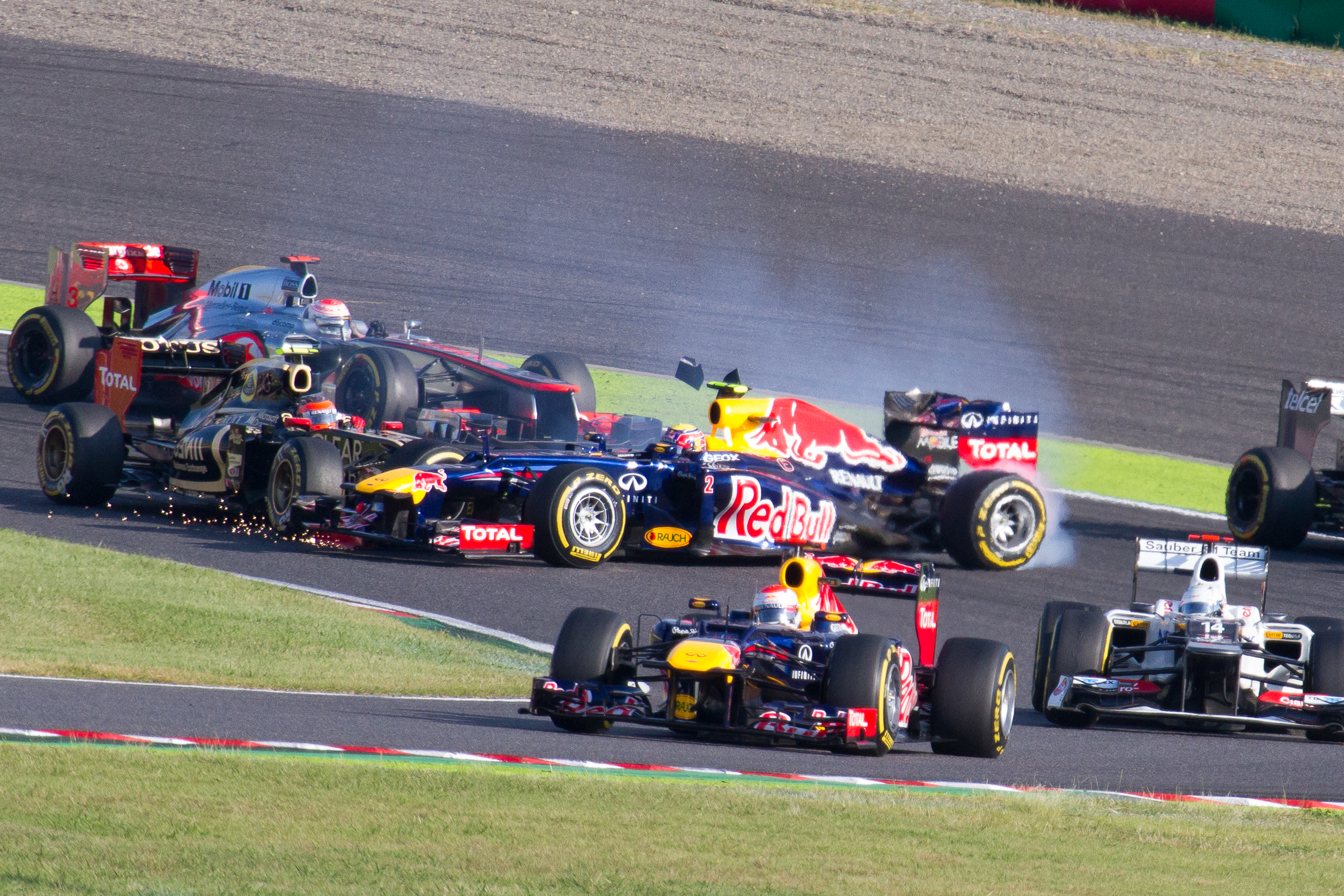
維泰爾在日本成為2012年賽季第一位連勝的車手；韋伯在第一圈遭到羅曼·格羅斯讓追撞出賽道，最後拿下第9名

紅牛賽車在新加坡大獎賽裝上了「雙DRS」系統。這項系統最早是由梅賽德斯在賽季開始不久時使用，因為它能產生與2010年時麥拉倫MP4-25的「F-duct」系統類似的效果而造成轟動，不過在2011年就被禁止使用了。之後各隊在匈牙利大獎賽後一致贊同禁止於2013年賽季使用這項系統，但儘管如此蓮花仍曾在紅牛之前嘗試使用一個他們製作的雙DRS版本。漢米爾頓在這站拿下桿位，使麥拉倫看來仍有台強大的賽車。維泰爾和韋伯在排位賽中分別取得3、7名。維泰爾在正賽因漢米爾頓的變速箱故障而取得領先並贏得比賽。韋伯則在20秒加時處罰後失去了他最初的第10名，下滑至第11名。RB8正如它的前三代一般，似乎很適合位於日本大獎賽的鈴鹿賽道。維泰爾在排位賽中拿下桿位，韋伯則名列第2，使車隊在2012年賽季第一次佔據頭排發車。維泰爾在正賽中一路領跑，並拿下最快圈速，成為2012年賽季中第一位連勝的車手。韋伯則在起跑時的第一彎遭到羅曼·格羅斯讓追撞，最終只取得第9名。由於阿隆索在比賽一開始時便退賽的結果，使得維泰爾拉近自己與法拉利車手間的差距，在車手積分榜上從原先的29分拉近至4分差，而賽季也只剩下5場比賽了。韋伯則緊追在雷克南與漢米爾頓後方。紅牛在製造商積分榜上仍領先麥拉倫與法拉利位居第一。
紅牛賽車在韓國大獎賽再度佔據頭排，不過這次桿位是由韋伯拿下。然而維泰爾在正賽時的第一彎超過隊友取得領先，並在車手積分榜上領先6分，韋伯則以第2名完賽。與維泰爾爭奪冠軍的主要車手阿隆索則取得第3名，不過法拉利賽車在速度方面仍不及紅牛與麥拉倫。維泰爾在印度大獎賽拿下桿位，韋伯則位居第2，車隊第三次包攬頭排發車，這也是紅牛車隊第一次實現這個壯舉。維泰爾從起跑後一路領先，這是他自日本、韓國後連續第四場勝利，也是本賽季的第五勝。韋伯在大多數的時間皆位於第2名，不過在賽事末端因遭遇動能回收系統故障被阿隆索超過。韋伯在最後兩圈守住了漢米爾頓，保住他的頒獎台。
2012年賽季進入到倒數第3站阿布扎比大獎賽，冠軍車手之爭也進入白熱化階段。韋伯在排位賽中取得第2名，而目前在積分榜上領先的維泰爾取得3名，僅稍慢隊友0.095秒。不過維泰爾在排位賽後因為被檢驗出賽車油箱內剩餘油料不足，被取消排位賽資格，將從最後一位起跑。維泰爾於正賽中從維修道起跑，先是碰掉前翼的端板，之後在安全車階段更是撞壞他的前鼻翼，不過他靠著RB8的強大競爭力，並得利於安全車的佈署，在最後幾圈超掉巴頓取得第3名站上頒獎台。在第40圈時因迪·雷斯塔將培瑞茲逼至賽道外，薩伯在重回賽道時被後方爭搶位置的格羅斯讓追撞，因而牽涉到了韋伯，使得他不得不退賽。
賽季來到自2007年停辦後重返的美國大獎賽，維泰爾在個人生涯第100場一級方程式分站比賽中奪得桿位，韋伯則在排位賽取得第3名。漢米爾頓在第41圈時超越了從起跑一路領先的維泰爾，最終成為新賽道的首位贏家，而維泰爾則以落後0.6秒的幅度屈居亞軍，並拿下最快圈速。韋伯則在第17圈時因為動能回收系統故障而退賽。另外，在車手積分榜上位居第2的阿隆索最終取得第3名。維泰爾憑藉著第2名的成績將與阿隆索的積分差距拉大至13分。紅牛車隊於此站以440分的積分成功提前衛冕第三座製造商世界冠軍。
到了2012年賽季的閉幕站巴西大獎賽，這一站將決定誰是此屆的車手世界冠軍。漢米爾頓搶先取得了桿位，僅比他的隊友巴頓快0.055秒。而韋伯與維泰爾分別位居第2與第3位，包攬的第二排發車位。而爭奪車手世界冠軍的阿隆索則取得第8位。維泰爾在正賽起跑的第一個彎從第4名掉落至第7名，接著又被布魯諾·冼拿追撞而失控，造成他的排氣管受損，也滑落至最後一位。受到不斷變化的天氣的影響，維泰爾最終取得第6名，而韋伯則取得第4名。然而阿隆索以2.7秒落後冠軍巴頓位居第2名，使得維泰爾以3分積分之差保住了車手冠軍獎盃。這也是他連續第三座冠軍，同使25歲的他也成為了最年輕的三冠王，打破了艾爾頓·冼拿的紀錄。他也成為第三位三冠車手。維泰爾也是繼胡安·曼努埃爾·范吉奧、麥可·舒馬克後第三位獲得連續三冠的車手。

## 一級方程式成績
（圖例） 粗體表示桿位起跑；斜體表示最快圈速
| 賽季   | 車隊     | 引擎           | 輪胎 | 車手              | 1  | 2  | 3  | 4    | 5  | 6  | 7  | 8   | 9  | 10 | 11 | 12 | 13  | 14 | 15 | 16 | 17 | 18  | 19  | 20   | 積分 | 排名 |
| ------ | -------- | -------------- | ---- | ----------------- | -- | -- | -- | ---- | -- | -- | -- | --- | -- | -- | -- | -- | --- | -- | -- | -- | -- | --- | --- | ---- | ---- | ---- |
| 2012年 | 紅牛車隊 | 雷諾 RS27-2012 | P    |                   | 澳 | 馬 | 中 | 巴林 | 西 | 摩 | 加 | 歐  | 英 | 德 | 匈 | 比 | 義  | 新 | 日 | 韓 | 印 | 阿  | 美  | 巴西 | 460  | 冠軍 |
| 2012年 | 紅牛車隊 | 雷諾 RS27-2012 | P    | 賽巴斯蒂安·維泰爾 | 2  | 11 | 5  | 1    | 6  | 4  | 4  | Ret | 3  | 5  | 4  | 2  | 22† | 1  | 1  | 1  | 1  | 3   | 2   | 6    | 460  | 冠軍 |
| 2012年 | 紅牛車隊 | 雷諾 RS27-2012 | P    | 馬克·韋伯         | 4  | 4  | 4  | 4    | 11 | 1  | 7  | 4   | 1  | 8  | 8  | 6  | 20† | 11 | 9  | 2  | 3  | Ret | Ret | 4    | 460  | 冠軍 |

† 車手未完賽，但已完成賽事總里程的90%。

## 外部連結
| 獎項           | 獎項                              | 獎項           |
| -------------- | --------------------------------- | -------------- |
| 前任： 紅牛RB7 | 《Autosport》 年度最佳賽車 2012年 | 繼任： 紅牛RB9 |